# UGC 9240
UGC 9240 (DDO 190) – karłowata galaktyka nieregularna położona w gwiazdozbiorze Wolarza w odległości ok. 9,7 mln lat świetlnych od Ziemi. Galaktyka porusza się względem Słońca z prędkością ok. 150 km/s (oddala się).
UGC 9240 należy do Grupy galaktyk Messier 94 (Grupa w Psach Gończych I) sąsiedniej względem Grupy Lokalnej. Najbliższy sąsiad galaktyki, UGC 9128 (DDO 187), znajduje się w odległości nie mniejszej niż 3 mln lat świetlnych, UGC 9240 jest więc galaktyką samotną. Dla porównania, sąsiadujące z Drogą Mleczną Obłoki Magellana znajdują się w obrębie 1/10 tej odległości, a od Galaktyki Andromedy dzieli ją około 2,5 mln lat świetlnych.
Galaktyka została zaobserwowana po raz pierwszy przez kanadyjskiego astronoma Sidneya van den Bergha w 1959 i włączona do tworzonego przez niego katalogu jako DDO 190.